# Laguna Ilón
La laguna Ilón es una laguna ubicada a 1385 m s. n. m., en el parque nacional Nahuel Huapi, provincia de Río Negro, Argentina. Posee una superficie de 4 km² y se encuentra en proximidades de la zona denominada Pampa Linda. Desde la laguna se puede realizar una caminata de 90 minutos para llegar hasta un mirador denominado La mirada del Doctor, emplazado en la cumbre de la ladera noreste del cerro Mar de Piedra, cuya pared de granito monolítico cae 500 m a pique hasta la orilla sur del lago Frey; su nombre hace referencia al doctor Christofredo Jakob quien visitó con frecuencia esta área a mediados del siglo XX. 
A orillas de la laguna Ilón se encuentra un vivac o pequeña caseta de madera para pasar la noche, propiedad del Club Andino Bariloche.  

## Acceso
La ruta de acceso más utilizada a la laguna comienza en Pampa Linda, y consiste en una senda para caminantes. Al comienzo del trayecto se debe vadear el río Alerce y luego de un corto trayecto por terreno horizontal la senda comienza a ascender en forma pronunciada durante un trayecto que puede demandar unas 2 a 3 horas cubrir dependiendo de la carga que se lleve y del estado físico del caminante. Durante este ascenso se pasa por sitios con una magnífica vista del cerro Tronador y los glaciares que lo coronan.
Una vez finalizada la etapa del ascenso la senda discurre durante una hora de caminata por un hermoso mallín y por un bosque de lengas, para finalmente llegar a la laguna.
También se puede acceder realizando una caminata desde el refugio Manfredo Segre (Laguna Negra).

## Refugio
En el 2018 se construyeron una serie de globas en la costa oeste de la laguna, las cuales poseen capacidad de alojar unas 30 personas. Las globas forman parte de la red de refugios del Club Andino Bariloche.